# Badminton Danmark
Badminton Danmark (tidligere Danmarks Badminton Forbund, forkortet DBF) er det danske nationale forbund for badminton.
Organisationen repræsenterer 682 klubber og cirka 94.000 spillere og tegnes af en hovedbestyrelse, der består af ni personer: Formand, næstformand, økonomiansvarlig, eliteansvarlig, udvikling- og breddeansvarlig, eventansvarlig, holdturneringsansvarlig samt to kredsrepræsentanter fra henholdsvis Øst og Vest, der repræsenterer de otte badmintonkredse, der geografisk dækker landet. De syv medlemmer af bestyrelsen, der ikke repræsenterer kredsene, vælges ved årlige repræsentantskabsmøder, hvor der også gennemføres beslutninger for badmintonsporten i Danmark. På repræsentantskabsmøderne deltager repræsentanter for alle organiserede badmintonspillere.
Badminton Danmark står for driften af det Nationale Elite Træningscenter i Brøndby Hallen, elitetalentcentre i henholdsvis Aarhus og på Fyn, samt talentcentre i Aalborg, Kolding og Slagelse. 
Cheflandstræneren i Badminton Danmark er Kenneth Jonassen. Derudover tæller forbundet tre landstrænere Jesper Hovgaard, Rune Ulsing og Thomas Stavngaard samt to centertrænere, Anders Kristiansen og Jonas Lyduch.
Badminton Danmark er ansvarlig for afholdelse af landsturneringer for klubhold og danmarksmesterskaberne i alle fem kategorier, herresingle, damesingle, herredouble, damedouble og mixed double. Endelig arrangerer Badminton Danmark internationale turneringer i landet, herunder BWF World Tour Super 750-turneringen Denmark Open, som er en tilbagevendende event. Desuden arrangerer Badminton Danmark VM Individuelt i 2023 i København og i 2021 afholdte forbundet blandt andet VM for herre- og damelandshold (Thomas Cup & Uber Cup) i Aarhus.